# Сабетта (аэропорт)
Сабетта — международный аэропорт федерального значения на полуострове Ямал у берега Обской губы близ одноимённого вахтового посёлка Ямало-Ненецкого автономного округа России.
Оператором аэропорта является ООО «Международный аэропорт Сабетта». Аэропорт является стратегическим объектом для реализации масштабного проекта «Ямал-СПГ».

## История
4 декабря 2014 года в аэропорту приземлился первый пассажирский самолёт Boeing 737 авиакомпании ЮТэйр, совершивший технический рейс. Со 2 февраля 2015 года аэропорт начал обслуживать вахтовые авиаперевозки проекта «Ямал СПГ».
17 июля 2015 года получен сертификат соответствия по аэропортовой деятельности (комплексный сертификат), аэропорт внесён в Государственный реестр аэропортов Российской Федерации.
5 октября 2015 года получен сертификат Межгосударственного авиационного комитета, в соответствии с которым аэродром признан пригодным для международных полётов.
24 декабря 2015 г. состоялось итоговое заседание межведомственной комиссии по открытию воздушного грузопассажирского работающего на нерегулярной основе многостороннего пункта пропуска через государственную границу Российской Федерации, на котором было установлено, что пункт пропуска Сабетта соответствует требованиям к строительству, реконструкции, оборудованию и техническому оснащению зданий, помещений и сооружений, необходимых для организации пограничного, таможенного и иных видов контроля, осуществляемых в пунктах пропуска через государственную границу РФ.
4 марта 2016 года был принят первый международный рейс.
8 февраля 2017 года в рамках IV Национальной выставки инфраструктуры гражданской авиации состоялось награждение лучших аэропортов и авиакомпаний, лауреатов и победителей премий «Воздушные Ворота России» и «Skyway Service Award». Международный аэропорт Сабетта стал победителем в номинации «Лучший аэропорт 2016» (в категории «Аэропорт регионального значения», менее 0,5 млн пассажиров в год).
23 мая 2017 года Распоряжением Правительства РФ аэропорту присвоено наименование Сабетта.

## Технические характеристики
Аэропортовый комплекс включает в себя аэродром, соответствующий требованиям I категории ИКАО, взлётно-посадочную полосу размерами 2 704×46 м, ангар для авиатехники, аэровокзал с пропускной способностью 200 пассажиров в час, включая международный сектор на 50 пассажиров в час.

## Принимаемые типывоздушных судов
Аэропорт способен принимать самолёты Ил-76, самолёты семейства A-321, А-320, Boeing-737, Sukhoi Superjet 100 и все более лёгкие, а также вертолёты всех типов. 22 января 2017 года в аэропорту Сабетта совершил посадку самый крупный серийный грузовой самолет в мире Ан-124 «Руслан».

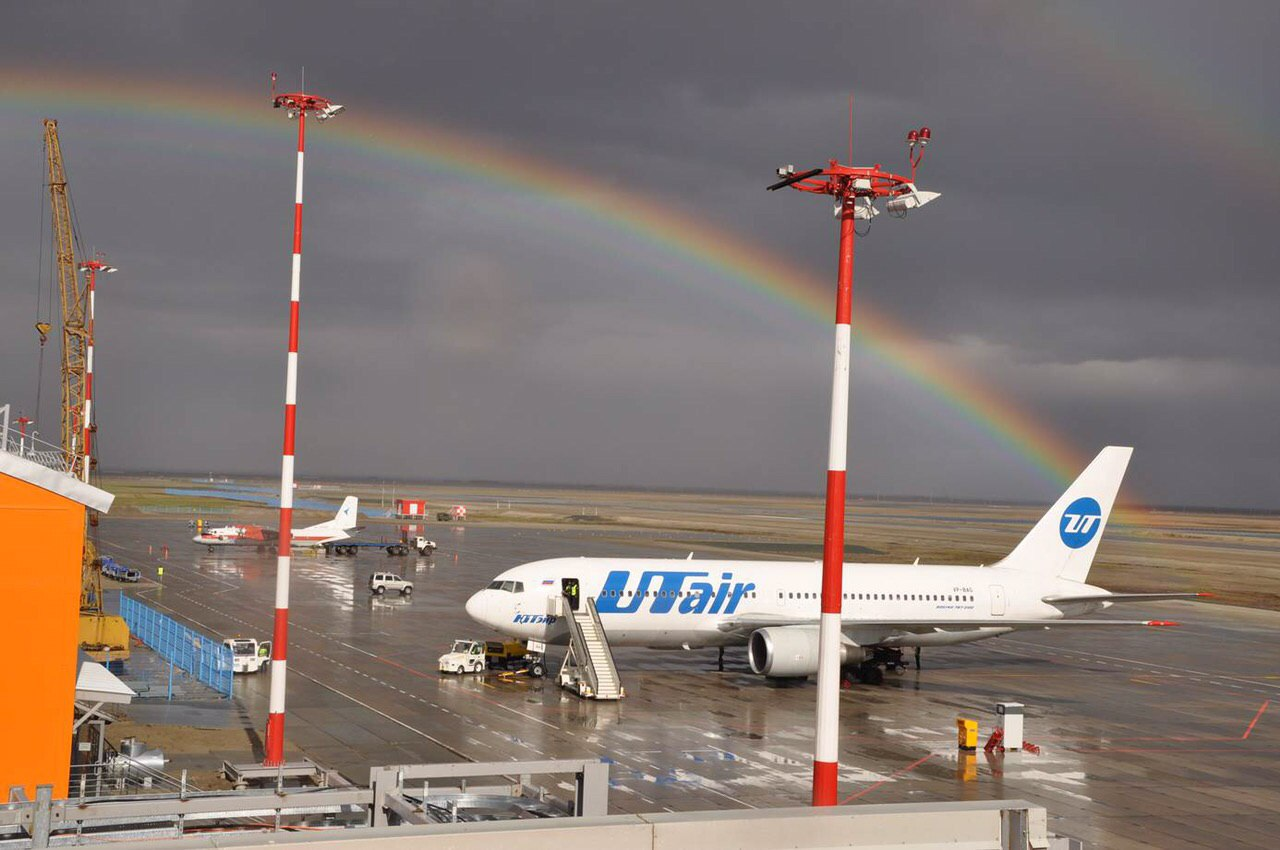
Boeing 767-200 авиакомпании Utair
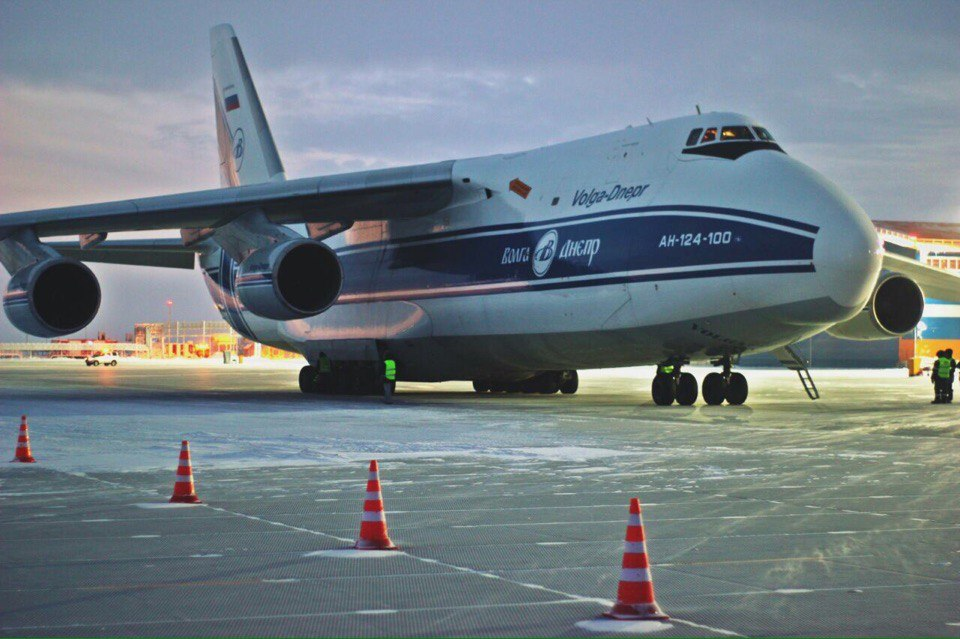
Ан-124 «Руслан» авиакомпании Волга-Днепр

## Показатели деятельности
| год             | 2015  | 2016  | 2017  |
| тыс. пассажиров | 127,7 | 237,7 | 369,8 |
| Источники:      |       |       |       |

## Авиакомпании и направления
Первой авиакомпанией, которая начала выполнять регулярные рейсы в аэропорт стала авиакомпания Ямал.
В 2017 году авиакомпаниями Red Wings Airlines и Ямал выполнялись рейсы в Москву, Новый Уренгой, Салехард, но на них нельзя было найти билет в свободной продаже, т.к. рейсы предназначались для работающих вахтовым методом.